# 威基斯 (蒙大拿州)
威基斯（英語：Wickes）是位於美國蒙大拿州傑佛遜縣的非建制地區。

## 歷史
威基斯的郵局於1878年設立，其後於1964年停運。

## 地理
威基斯所處的海拔為高於海平面1586米（即5203英呎），而該地所採用的時區為UTC-6，即北美山地時區（MST）。同時該地設有夏令時間，為UTC-7調快一小時，即UTC-6（MDT）。